# Kraftwerk Lom Pangar
Das Kraftwerk Lom Pangar (französisch Barrage hydroélectrique de Lom Pangar) ist ein Wasserkraftwerk in der Region Est, Kamerun, das am Lom gelegen ist. Das Kraftwerk ist im Besitz der Electricity Developement Corporation (EDC) und wird auch von EDC betrieben.
Das Kraftwerk befindet sich ungefähr 4 km unterhalb der Mündung des Pangar in den Lom und ca. 13 km flussaufwärts von der Mündung des Lom in den Sanaga.

## Absperrbauwerk
Das Absperrbauwerk ist ein Erdschüttdamm mit einer Länge von 1278 m und einer Höhe von 45,5 m. Die Breite der Dammkrone beträgt 7 m.

## Stausee
Beim normalen Stauziel von 672,70 m erstreckt sich der Stausee über eine Fläche von rund 540 km² und fasst 6 Mrd. m³ Wasser. Der Stausee dient der Regulierung des Abflusses des Lom und des Sanaga; er soll dadurch u. a. auch die Stromerzeugung der flussabwärts am Sanaga gelegenen Wasserkraftwerke Edéa und Song Loulou optimieren.
Der gesicherte Abfluss des Sanaga wird sich durch den Stausee von 720 m³/s auf 1040 m³/s erhöhen; die gesicherte Leistung der beiden Kraftwerke am Sanaga wird sich um 120 MW erhöhen. Langfristig eröffnet sich durch den Stausee auch die Möglichkeit, eine Kette von Wasserkraftwerken am Sanaga zu errichten.

## Kraftwerk
Das Kraftwerk Lom Pangar verfügt mit insgesamt vier Francis-Turbinen, die jeweils maximal 7,5 MW leisten, über eine installierte Leistung von 30 MW. Eine 105 km lange 90-kV-Freileitung führt vom Kraftwerk nach Bertoua, wo die Anbindung an das östliche Stromnetz Kameruns erfolgt.

## Sonstiges
Die Weltbank schätzte die Gesamtkosten des Projekts auf knapp 500 Mio. USD.